# Advanced Persistent Threat
Con Advanced Persistent Threat, in italiano minaccia avanzata e persistente, abbreviato APT, si è soliti indicare nel campo della sicurezza informatica una minaccia portata avanti da un avversario dotato di elevate competenze tecniche e grandi risorse umane e finanziarie, in grado di effettuare attacchi su larga scala, in maniera invisibile e per periodi di tempo molto estesi.
Tipicamente gli APT fanno riferimento ad attori statuali e agiscono per motivazioni generalmente politiche o economiche. Molto spesso si tratta di cyberspionaggio.
Il loro obiettivo è quindi quello di carpire informazioni riservate o di rendere inutilizzabili alcuni servizi dell'entità attaccata.